# Hongtong
Hongtong (chinesisch 洪洞县, Pinyin Hóngtòng Xiàn) ist ein chinesischer Kreis der bezirksfreien Stadt Linfen in der Provinz Shanxi. Er hat eine Fläche von 1.498 km² und zählt 637.812 Einwohner (Stand: Zensus 2020).
Der Guangsheng-Tempel (Guangsheng si 广胜寺) und der Jadekaiser-Tempel von Hongdong (Hongdong yuhuang miao 洪洞玉皇庙) aus der Mongolen-Zeit stehen seit 1961 bzw. 2001 auf der Liste der Denkmäler der Volksrepublik China.